# Розкрадачка гробниць: Лара Крофт
«Розкрадачка гробниць: Лара Крофт» — американський пригодницький бойовик, сценарій до фільму був написаний на основі відеогри 2013 року «Tomb Raider». Роль Лари Крофт виконала Алісія Вікандер. Прем'єра стрічки в Україні відбулася 15 березня 2018 року.

## Сюжет
Після зникнення батька Річарда, Лара працює велокур'єром. У черговий раз дівчина потрапляє у неприємності, її заарештовують. Ділова партнерка тата Ана Міллер платить заставу та попереджає її про необхідність отримання нею прав на компанію. Лара знаходить запис батька, де він розповідав про вивчення Хіміко — королеви країни Яматай. На відео Річард закликає дочку знищити всі дослідження, але героїня не виконує прохання.
Лара вирушає до Гонконгу, де наймає капітана корабля Лу Рена. По дорозі на острів, вони потрапляють у шторм, їх викидає на берег. Дівчина потрапляє в полон до Матіаса Фогелья. Він — керівник експедиції, профінансованою таємничою організацією «Трініті», який прибув на острів, щоб знайти гробницю Хіміко та використати її силу. Лу Рен допомагає втекти Ларі. Батько героїні потрапляє в полон до Фогеля, який вмовляє дівчину відкрити гробницю.
Шлях до саркофага пролягав через численні пастки. Відкриття труни та контакт з Хіміко заражає двох солдатів, а потім і Річарда. Щоб не допустити поширення вірусу, науковець вбиває себе бомбою, яка запечатала гробницю Хіміко. Ларі вдається позбавитись Фогеля, її рятують Лу Рен і рибалки.
Лара повертається в Лондон, приймає спадок та з'ясовує, що «Трініті» належить Крофтам. Дівчина підозрює Ану в причетності до цієї організації. Героїня бачить жорстокість організації і починає готуватися до нових пригод.

## У ролях
| Актор                      | Роль              |
| -------------------------- | ----------------- |
| Алісія Вікандер Емілі Кері | Лара Крофт        |
| Домінік Вест               | лорд Річард Крофт |
| Волтон Гоггінс             | Матіас Фогель     |
| Деніел Ву                  | Лу Рен            |
| Нік Фрост                  | Макс              |
| Крістін Скотт Томас        | Ана Міллер        |
| Ганна Джон-Кеймен          | Софі              |
| Антоніо Аакіл              | Нітін             |
| Джозеф Алтін               | Брюс              |

## Український дубляж
- Антоніна Хижняк — Лара
- Володимир Кокотунов — Річард
- Андрій Мостренко — Воґель
- Іван Розін — Лю Рен
- Наталія Ярошенко — Ана
- Юрій Висоцький — Яфі
- Антоніна Матвієнко — Софі[5]
- Арсен Мірзоян — Рокет
- А також: Валерій Легін та інші.

Фільм дубльовано студією «Postmodern» на замовлення компанії «Kinomania» у 2018 році.
- Режисер дубляжу — Павло Скороходько
- Перекладач — Олег Колесніков
- Звукорежисер — Антон Семикопенко
- Звукорежисер перезапису — Антон Семикопенко

## Створення фільму

### Виробництво
Знімання фільму почали у січні 2017 та закінчили у червні 2017 і проходили в ПАР та в Великій Британії.

### Знімальна група
- Кінорежисер — Руар Утеуг
- Сценаристи — Женева Робертсон-Дворет, Алістер Сіддонс
- Кінопродюсери — Гері Барбер, Грем Кінг
- Кінооператор — Джордж Річмонд
- Кіномонтаж — Стюарт Беірд
- Композитор — Junkie XL
- Художник-постановник — Гері Фрімен
- Підбір акторів — Сьюзі Фіггіс[8].

## Сприйняття

### Критика
Фільм отримав змішані відгуки. На сайті Rotten Tomatoes оцінка стрічки становить 48 % на основі 241 відгуку від критиків (середня оцінка 5,4/10) і 60 % від глядачів із середньою оцінкою 3,4/5 (8 740 голосів). Фільму зарахований «гнилий помідор» від кінокритиків та «попкорн» від глядачів, Internet Movie Database — 6,5/10 (87 873 голосів), Metacritic — 48/100 (53 відгуки критиків) і 6,5/10 (416 відгуків від глядачів).

### Номінації та нагороди
| Нагороди та номінації фільму «Розкрадачка гробниць: Лара Крофт» | Нагороди та номінації фільму «Розкрадачка гробниць: Лара Крофт» | Нагороди та номінації фільму «Розкрадачка гробниць: Лара Крофт» | Нагороди та номінації фільму «Розкрадачка гробниць: Лара Крофт» | Нагороди та номінації фільму «Розкрадачка гробниць: Лара Крофт» | Нагороди та номінації фільму «Розкрадачка гробниць: Лара Крофт» |
| Рік                                                             | Кінофестиваль/кінопремія                                        | Категорія/нагорода                                              | Номінант                                                        | Результат                                                       |                                                                 |
| --------------------------------------------------------------- | --------------------------------------------------------------- | --------------------------------------------------------------- | --------------------------------------------------------------- | --------------------------------------------------------------- | --------------------------------------------------------------- |
| 2018                                                            | «Золотий трейлер»                                               | Найкращий бойовик                                               | Warner Bros., The Ant Farm                                      | Номінація                                                       |                                                                 |